# Acacia articulata
Acacia articulata är en ärtväxtart som beskrevs av Adolpho Ducke. Acacia articulata ingår i släktet akacior, och familjen ärtväxter. Inga underarter finns listade i Catalogue of Life.